# Diplectrona salai
Diplectrona salai är en nattsländeart som beskrevs av Navás 1932. Diplectrona salai ingår i släktet Diplectrona och familjen ryssjenattsländor. Inga underarter finns listade i Catalogue of Life.